# دو جنغان مرغك (ده كردي)
دو جنغان مرغك (بالفارسية: دوجنگان مرغک) هي قرية تقع في إيران في البلدة المركزية.